# Malattia del Filum
La Malattia del Filum consiste in una trazione anomala di tutto il sistema nervoso centrale trasmessa da un filum terminale apparentemente normale, dovuta a un conflitto meccanico per una asincronia nello sviluppo della colonna vertebrale e del midollo spinale, di causa congenita. Quando la causa è acquisita, si tratta di Sindrome Neuro-cranio-vertebrale.
La Malattia del Filum e la Sindrome Neuro-cranio-vertebrale raggruppano varie condizioni patologiche: la Sindrome d’Arnold-Chiari I, la Siringomielia e la Scoliosi idiopatiche, la Platibasia, l’Invaginazione Basilare, l’Inversione del processo dell’odontoide, il Kinking del Tronco Cerebrale.

## Eziologia
La Malattia del Filum è congenita ed ereditaria. I malati ereditano le condizioni per cui, durante la tappa embrionale dello sviluppo, si genera un conflitto meccanico nel sistema nervoso. Dipendendo dal grado di asincronia nella crescita del midollo spinale e della colonna vertebrale, la malattia si manifesta più o meno intensamente durante lo sviluppo successivo.
Secondo la forza di trazione caudale a cui è sottoposto il sistema nervoso, gli effetti della trasmissione congenita della malattia in una famiglia possono variare per ciascun membro tra: l’abbassamento o l’impegno delle tonsille cerebellari nel foro occipitale, la deviazione laterale o antero-posteriore della colonna vertebrale, la formazione di cavità cistiche o siringomieliche nel midollo spinale, le malformazioni craniche menzionate, o varie combinazioni di queste espressioni della Malattia del Filum.
La Malattia del Filum è a sua volta la causa eziologica di: Sindrome d’Arnold Chiari I, Siringomielia e Scoliosi idiopatiche, Platibasia, Invaginazione Basilare, Inversione del processo dell’odontoide e Kinking del Tronco Cerebrale.
Per quanto riguarda invece l’eziologia della Sindrome Neuro-cranio-vertebrale, essa dipende da varie cause acquisite che favoriscono la formazione dell’asincronia nella crescita del midollo spinale e della colonna vertebrale.
La causa può essere tumorale, traumatica come fratture o lussazioni del coccige o qualunque fattore che possa deformare il canale vertebrale e il rapporto meccanico tra il condotto vertebrale/midollo spinale e il filum terminale.

## Quadro clinico
La Malattia del Filum si caratterizza in ciascun caso con un quadro clinico distinto, con la sintomatologia corrispondente alle lesioni o malformazioni generate dal meccanismo di trazione anomalo anzi nel midollo spinale, nel bulbo, nell’encefalo, nel cranio e nella colonna vertebrale. I sintomi più comuni possono essere cefalee, lombalgie, dolori cervicali, perdita di equilibrio, parestesie o formicolii.
I segni neurologici più frequenti consistono nell’alterazione dei riflessi osteotendinei negli arti superiori o inferiori, dei riflessi cutaneo-plantari, nella riduzione della forza di prensione nelle mani, nell’alterazione della sensibilità termica o tattile e nella deviazione dell’ugola o della lingua dall’asse centrale.
I cambi visibili nella diagnostica per immagini nella Malattia del Filum, che si rilevano con più frequenza nei casi osservati, sono l’abbassamento delle tonsille cerebellari, il livello del cono midollare basso, la scoliosi idiopatica, le cavità siringomieliche e le polidiscopatie.

## Trattamento
È evidente che il cambio di paradigma rappresentato dalla Malattia del Filum a livello diagnostico, presuppone altresì un importante cambiamento per i malati nelle proposte di trattamento e terapeutiche previste per ogni patologia dell’insieme se considerate separatamente.
La soluzione proposta e applicata per correggere o prevenire le anomalie che comporta la Malattia del Filum il prima possibile, consiste nella Sezione del Filum terminale. Quest’intervento chirurgico si può realizzare tramite un procedimento mini-invasivo finalizzato alla liberazione di questa struttura fibrosa, il filum terminale, direttamente al di sopra della sua inserzione coccigea, come alternativa a molte tecniche chirurgiche complesse e di rischio elevato, progettate per trattare le patologie dell’insieme.